# Blauer Wildbacher
Der Blaue Wildbacher ist eine alte Rotweinsorte, die erstmals im 16. Jahrhundert nachgewiesen ist. Sie wird vor allem in Österreich kultiviert, insbesondere im Weinbaugebiet Weststeiermark. Dort wird aus ihr der rosafarbene Schilcher hergestellt. Wegen der späten Traubenreife wurde die Sorte früher ausschließlich als Roséwein ausgebaut, seit dem Ende des 20. Jahrhunderts erfolgt auch Ausbau als Rotwein.
Der Anbau der Rebe erfolgt im weststeirischen Hügelland bis zu einer Seehöhe von 500 m. Im Jahr 2009 betrug die Anbaufläche 365 ha, 1999 noch 464 ha. Eine kleine Anbaufläche von 4 ha befindet sich in Venetien (Italien).
Der Bekanntheitsgrad der kleinen Anbaufläche und des daraus gekelterten Schilchers ist hoch. Als solcher bezeichnet werden darf er nur, wenn er aus den Weinbaugebieten der Steiermark kommt.

## Abstammung, Herkunft
Der Blaue Wildbacher ist ein natürlicher Sämling aus der Sorte Heunisch aus der Steiermark und aufgrund des gleichen Elternteils Heunisch nah verwandt mit der Rotweinsorte Blaufränkisch. Die Sorte wurde bereits 1580 als „Schilcher“ im Weinbuch von Johann Rasch – Nachdruck der Ausgabe durch Renate Schoene – zum ersten Mal schriftlich erwähnt. Hierbei dürfte es sich jedoch nicht um die Rebsorte Wildbacher, sondern um die historisch bekannte Weinsorte Wippacher aus dem Wippachtal handeln, denn Rasch schreibt wortwörtlich: "Der Widpacher wird auch gepreist,..". Der bekannte und  berühmte Weinname des Wippachers könnte jedoch bei der Namenswahl förderlich gewesen sein.
Die Rebsorte ist nach dem Ort Wildbach und dem gleichnamigen Fluss bei Deutschlandsberg benannt.
Die monomeren Anthocyane der Sorte Blauer Wildbacher enthalten keine Anthocyanidin-Diglucoside, also keinen Direktträgerfarbstoff. Vieles spricht dafür, dass die Sorte aus Wildreben selektiert wurde. Es gibt auch keinen genetischen Hinweis, dass eine andere Rebsorte bei der Entstehung beteiligt war.

## Genotypen
Von der langen Tradition der Rebsorte in der Weststeiermark wird schon sehr frühzeitig berichtet. Hermann Goethe beschreibt sie 1887 in seinem Handbuch der Ampelographie als urwüchsige Sorte, die sich jedem Boden, jeder Lage und jeder Pflanzart anpasst. Von Babo und Mach wird 1881 angeführt, dass dem Aussehen dieser Sorte nach der Name nicht nur allein vom weststeirischen Ort Wildbach stammen dürfte, sondern dass sie vermutlich als wilde Rebe gefunden und kultiviert wurde. Dieser Ansatz ist plausibel da im Allgemeinen am Ursprungsort einer Rebsorte, diese nicht mit dem Ortsnamen, sondern nach ihrem Aussehen beschrieben wird. In der Tat werden etwas früher 1826 von Lorenz Chrysanth von Vest in den Orten Landsberg und Wildbach einige Rebsorten aufgezählt. Darunter findet sich unter anderem eine Rebsorte mit dem Namen "Wildblaue". Um 1800 ist der Blaue Wildbacher nach Italien gelangt, wo er heute noch in der Nähe von Treviso im geringen Umfang – aber nur als Rotwein – kultiviert wird. Auch der Deutsche Ampelograph Johann Philipp Bronner vermutet 1856, dass der Wildbacher von der wilden Vogeltraube abstammt, die an den Ufern der Flüsse wächst. Er beschäftigte sich viel mit der Herkunft von Rebsorten und hat die Gebiete bereist (Wildbacher ist tatsächlich, wie oben beschrieben, ein Sämling vom Heunisch und einer blauen Wildreben-ähnlichen Sorte).
Auch in Deutschland gab es „Blauen Wildbacher“ (auch „Willbacher“ geschrieben), vor allem an der Hessischen Bergstraße. Die Namen „Echter Blauer Wildbacher“, „Schlehenblättriger Blauer Wildbacher“, „Spätblauer Wildbacher“ oder „Blauer Wildbacher Typ Melber“ weisen auf eine starke genetische Aufspaltung hin.
Bei umfassenden Untersuchungen durch Höhere Bundeslehranstalt und Bundesamt für Wein- und Obstbau Klosterneuburg sowie Hochschule Geisenheim wurden folgende Ergebnisse erzielt:

### Genotypen aus Deutschland
Die aus Deutschland stammenden Wildbacher-Typen konnten auf Grund äußerer Merkmale in vier Gruppen eingeteilt werden. Sie unterschieden sich im Ertrag, Gehalt an titrierbaren Säuren im Most und im Botrytisbefall. Die gentechnischen Analysen zeigten eher ein Naheverhältnis zur Sorte Blauer Burgunder und nicht zum Blauen Wildbacher. Es handelt sich daher um eigenständige Sorten, die aber bis jetzt unbenannt sind oder zumindest nicht richtig benannt wurden.

### Genotypen aus Österreich

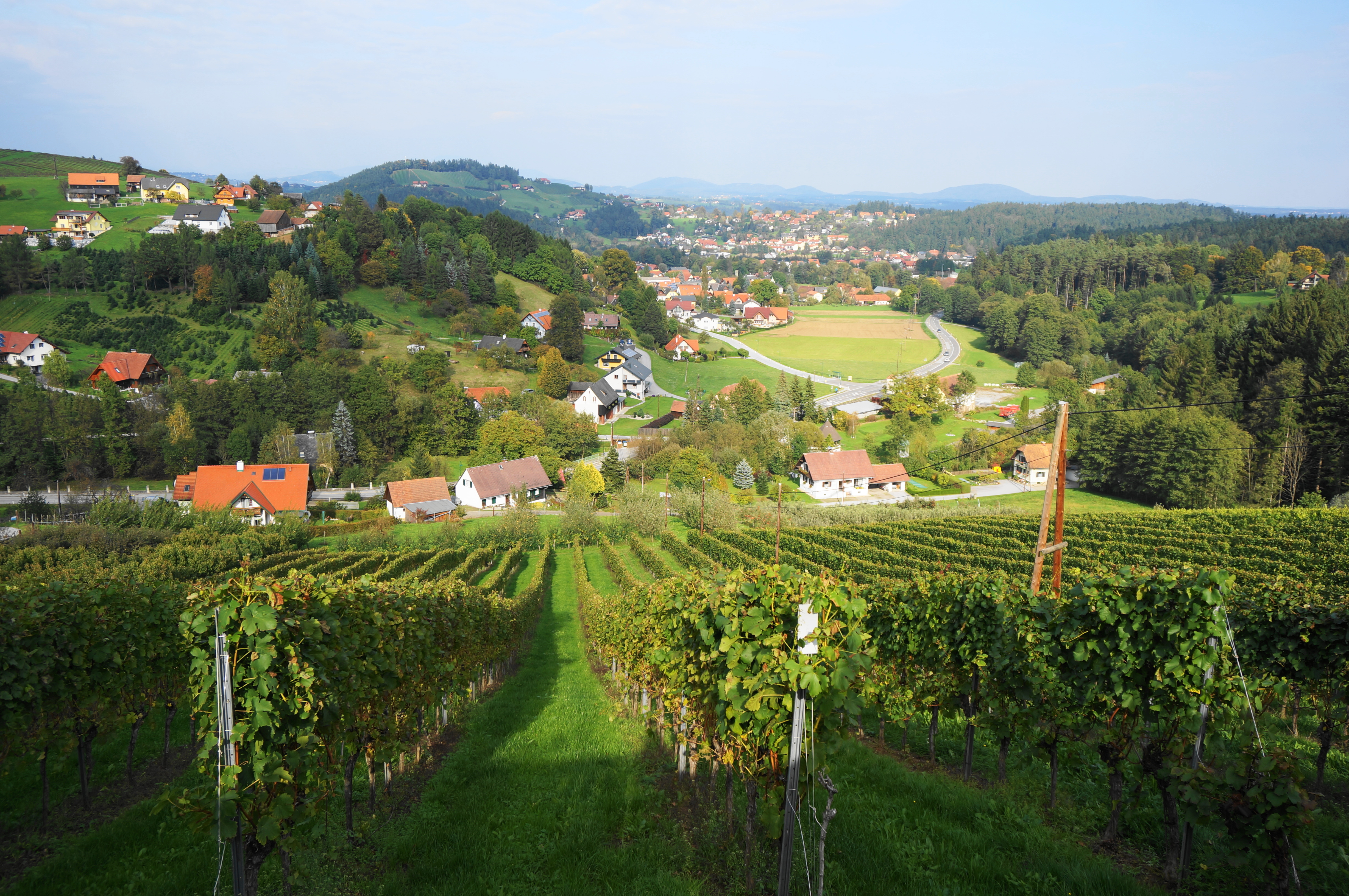
Schilcher-Weinanbau in der Weststeiermark

Der Blaue Wildbacher Typ Frühblau besitzt im Vergleich zum Typ Spätblau größere Blätter mit tieferer Lappung (drei- bis fünflappig). Die Blattzahnung ist gröber und tiefer. Die Behaarung auf der Blattunterseite ist stark und eher borstig. Der Triebwuchs erscheint aufrechter. Die Trauben sind groß, geschultert und dichtbeerig. Die Beerenreife tritt etwas früher ein. Man kann davon ausgehen, dass dieser Typ auf Grund der agrarischen und morphologischen Merkmale, am ehesten dem autochthonen Blauen Wildbacher zugeordnet werden kann. Diesem Typ entsprechen die Klone Haidegg 23, 24 und der Klon A14-2.
Der Blaue Wildbacher Typ Spätblau hat mittelgroße Blätter mit feiner und spitzer Zahnung. Das Blattprofil ist eher schüsselförmig und die Trauben sind kleiner und lockerbeerig. Die kleinen Beeren färben und reifen etwas später. Diesem Typ entsprechen die Klone Haidegg 21 und 22.
Beide Genotypen waren durch die Ertragsdaten nicht zu unterscheiden. Ein deutlicher Unterschied ergab sich allerdings beim durchschnittlichen Traubengewicht, welches beim Blauen Wildbacher Typ Frühblau im langjährigen Schnitt mit 155 g pro Traube um 28 % höher liegt als beim Blauen Wildbacher Typ Spätblau.
Der Melber, früher als Blauer Wildbacher Typ Melber geführt, ist eine eigenständige Rebsorte, eine genetische Nähe zur Sorte Blauer Wildbacher ist nicht gegeben. Beim Melber sind die morphologischen Unterschiede eindeutiger: Er hat kleinere und kaum gelappte Blätter von nahezu rundlicher Form. Die Blattzahlung ist feiner und weniger tief. Die Blattunterseite ist stark behaart. Die Trauben sind lockerbeeriger als bei der Sorte Blauer Wildbacher.

## Ampelographie
Ampelographisch wird die Rebe folgendermaßen charakterisiert:
- Die Triebspitze ist offen, grün und mittelstark wollig behaart mit rötlichem Anflug; die Triebe sind rötlich gefärbt und besitzen starke Ranken.
- Der Triebwuchs ist mittelstark bis sehr stark.
- Das ausgewachsenes Blatt hat drei bis fünf Lappen, stumpf gezähnt, mittelgroß mit einer V-förmigen offenen Stielbucht. Die Stielbucht ist nicht mit Blattadern begrenzt.
- Die Traube ist klein und kurz, dichtbeerig und hat einen langen Traubenstiel. Häufig besitzen die Trauben eine Beitraube.
- Die Beeren sind klein und rund, haben eine blauschwarze Haut und besitzen ein ungefärbtes Fruchtfleisch mit neutralem bis grasigem Geschmack.[16]
- Synonyme sind Blauer Greutler, Blauer Kracher, Blauer Wildbacher, Dioljak, Divljak, Echter Blauer Wildbacher, Echter Wildbacher Blau, Fruehblaue, Fruehblauer Wildbacher, Graeutler, Graeutler Blauer, Grosser Mauserl, Grosses Mauserl, Gutblaue, Kauka Schlechte, Kleinblaue, Kracher Blauer, Kraeutler Blau, Mali Zherni, Maslerl, Mauserl, Mauserl Grosses, Pticnik Crni, Ptinik Crni, Schilcher, Schilchertraube, Schillertraube, Schlechte Kauka, Schlehenblaue, Schlehenblauer Wildbacher, Spaete Blauer Wildbacher, Tizhnik, Vildbasske, Vranek, Wildbacher, Wildbacher Nero.[17]

## Ansprüche und Eigenschaften
Die Rebe bevorzugt Gneis- und Schieferböden und braucht warme, luftige Lagen, weil die Trauben fäulnisanfällig sind. Die Sorte reift sehr spät und besitzt eine gute Winterfrostwiderstandsfähigkeit, sie ist allerdings empfindlich gegen Spätfröste. Die Blüteempfindlichkeit wirkt sich nachteilig auf den Ertrag aus. Die Rebe kann sich aber gut regenerieren, da auch die Nebentriebanlagen, die sogenannten Beiaugen, fruchtbar sind.

## Wein

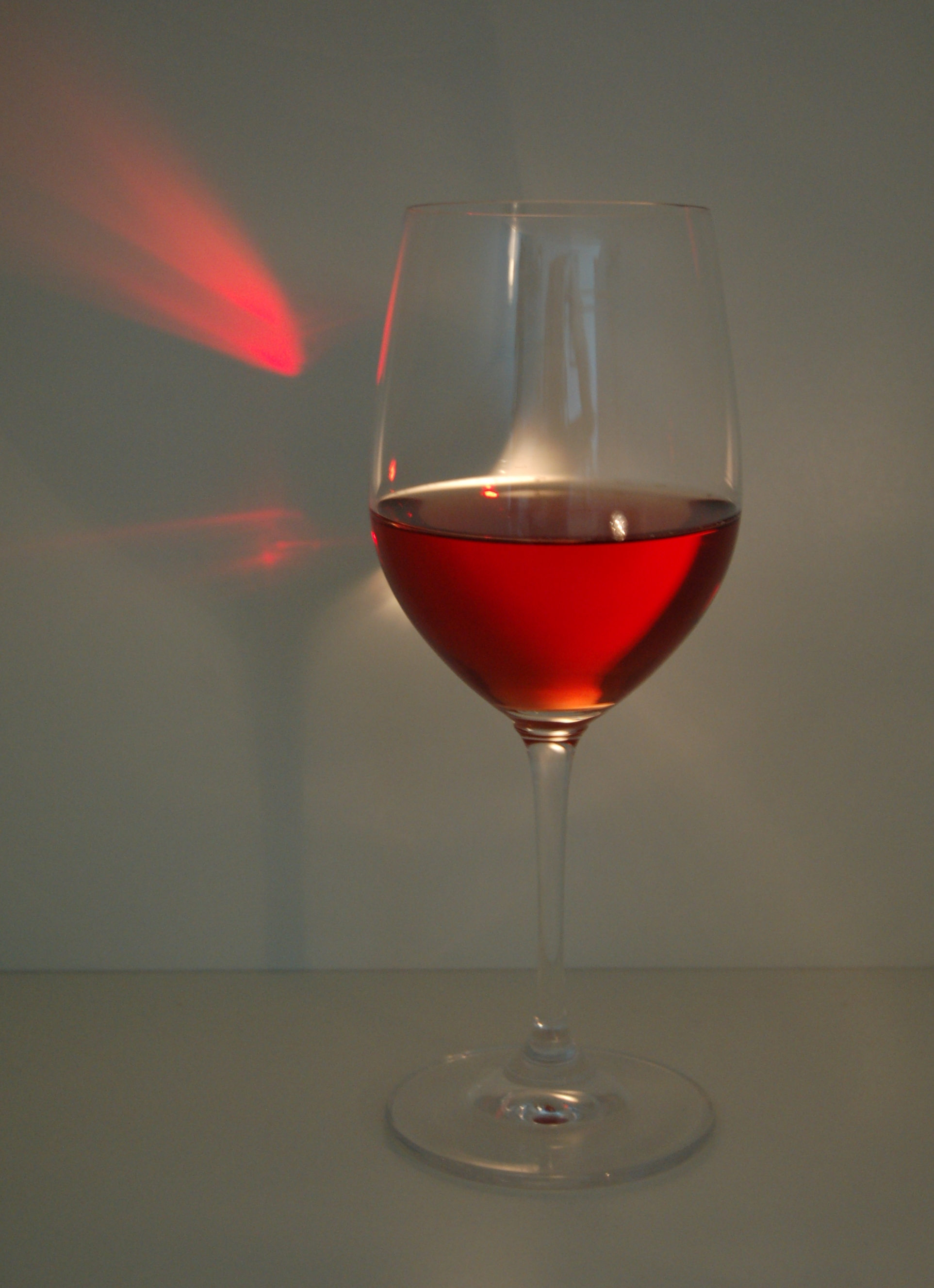
Schilcherwein im Glas

Der Weinausbau erfolgt überwiegend als Roséwein (= Schilcher), seltener als Rotwein. Eine rassige Säure sowie ein markantes Geruchs- und Geschmacksbild kennzeichnen den fruchtig-frischen, robusten Wein, der auch als Aperitif beliebt ist. Auf Gneis- und Schieferböden erreicht die Sorte ein grasig-würziges Bukett.